# Сыноров, Владимир Фёдорович
Владимир Фёдорович Сыно́ров (1922—2009) — советский физик, педагог.

## Биография
Родился 22 сентября 1922 года в селе Медведево (ныне Тотемский район, Вологодская область). Участник Великой Отечественной войны. Окончил физический факультет СГУ имени Н. Г. Чернышевского (1951).
С 1951 года старший преподаватель Государственного учительского института в Бугульме Татарской АССР. С 1954 года ассистент, доцент кафедры общей физики ТГУ. С 1961 года доцент, профессор, заведующий (1967—1988) кафедры полупроводников и микроэлектроники ВГУ. Доктор физико-математических наук (1971). Профессор (1971).
Сфера научных интересов: вопросы плазменной и плазменно-химической технологии, методы управляемого изменения химической природы поверхности. Организатор и руководитель Воронежской школы физиков по исследованию процессов на поверхности и в преповерхностных приполярных слоях полупроводниковых гетероструктур, в приборах и интегральных схемах. Организатор отраслевой лаборатории плазменной технологии.
Автор свыше 300 работ, в том числе книг: «Физические основы надежности интегральных схем» (Москва, 1976); «Параметрическая надежность и физические модели отказов интегральных схем» (Воронеж, 1983; совместно с Р. П. Пивоваровой); «Молекулярная электроника» (Воронеж, 1993; совместно с И. С. Суровцевым, Л. А. Битюцкой и другими).
Умер 26 сентября 2009 года. Похоронен в Воронеже на Коминтерновском кладбище.
Сын — Сыноров, Сергей Владимирович (р. 1952), радиожурналист, бард.

## Награды и звания
- заслуженный деятель науки и техники Российской Федерации (1995)
- заслуженный изобретатель РСФСР (1975)
- два ордена Отечественной войны II степени (12.6.1968; 6.4.1985)
- медали